# VfL Gummersbach
Il Verein Für Leibesübungen Gummersbach Von 1861 E.v. è una squadra di pallamano tedesca avente sede a Gummersbach.

È stata fondata nel 1861.

Nella sua storia ha vinto 12 campionati tedeschi, 5 coppe di Germania, 5 Coppe dei Campioni, 4 Coppe delle Coppe, 2 IHF Cup / EHF Cup e 2 Champions Trophy.

Disputa le proprie gare interne presso la Schwalbe-Arena di Gummersbach la quale ha una capienza di 4.132 spettatori.

## Palmarès

### Competizioni nazionali
- Campionato tedesco: 12
  - 1965-66, 1966-67, 1968-69, 1972-73, 1973-74, 1974-75, 1975-76, 1981-82, 1982-83, 1984-85
  - 1987-88, 1990-91
- Coppa di Germania: 5
  - 1976-77, 1977-78, 1981-82, 1982-83, 1984-85

### Competizioni internazionali
- Coppa dei Campioni / Champions League: 5
  - 1966-67, 1969-70, 1970-71, 1973-74, 1982-83
- Coppa delle Coppe: 4
  - 1977-78, 1978-79, 2009-10, 2010-11
- IHF Cup / EHF Cup: 2
  - 1981-82, 2008-09
- Champions Trophy: 2
  - 1979-80, 1983-84

## Rosa 2024-2025
| N° | Naz.                  | Ruolo | Sportivo              | Anno |  |  |
| -- | --------------------- | ----- | --------------------- | ---- |  |  |
| 1  | Croazia (bandiera)    | P     | Dominik Kuzmanović    | 2002 |  |  |
| 16 | Danimarca (bandiera)  | P     | Bertram Obling        | 1995 |  |  |
| 77 | Germania (bandiera)   | A     | Anel Durmić           | 2006 |  |  |
| 4  | Islanda (bandiera)    | PV    | Elliði Snær Viðarsson | 1998 |  |  |
| 5  | Slovenia (bandiera)   | A     | Tilen Kodrin          | 1994 |  |  |
| 6  | Montenegro (bandiera) | A     | Miloš Vujović         | 1993 |  |  |
| 7  | Germania (bandiera)   | T     | Julian Köster         | 2000 |  |  |
| 8  | Germania (bandiera)   | A     | Lukas Blohme          | 1994 |  |  |
| 11 | Germania (bandiera)   | A     | Mathis Häseler        | 2002 |  |  |
| 14 | Islanda (bandiera)    | PV    | Teitur Örn Einarsson  | 1998 |  |  |
| 15 | Germania (bandiera)   | T     | Miro Schluroff        | 2000 |  |  |
| 19 | Georgia (bandiera)    | T     | Giorgi Tskhovrebadze  | 2001 |  |  |
| 22 | Francia (bandiera)    | T     | Kentin Mahé           | 1991 |  |  |
| 23 | Germania (bandiera)   | T     | Ole Pregler           | 2002 |  |  |
| 27 | Slovenia (bandiera)   | PV    | Kristjan Horžen       | 1999 |  |  |
| 30 | Germania (bandiera)   | T     | Tom Kiesler           | 2001 |  |  |
| 37 | Germania (bandiera)   | A     | Tom Koschek           | 2006 |  |  |
| 66 | Rep. Ceca (bandiera)  | PV    | Štěpán Zeman          | 1997 |  |  |